# Aldo Sambrell
Aldo Sambrell, pseudonimo di Alfredo Sánchez Brell (Madrid, 23 febbraio 1931 – Alicante, 10 luglio 2010), è stato un attore e regista spagnolo.

## Carriera
Ha preso parte a 160 film tra il 1961 e il 2007. Specializzatosi nel genere spaghetti-western, è presente nell'intera trilogia del dollaro di Sergio Leone, con il quale ha lavorato anche in C'era una volta il West e Giù la testa. Il suo personaggio più importante è quello di Duncan, l'antagonista principale in Navajo Joe di Sergio Corbucci. Ha recitato anche in produzioni internazionali come Il dottor Živago di David Lean e Il vento e il leone di John Milius.

## Filmografia parziale

### Attore
- Il re dei re (King of Kings), regia di Nicholas Ray (1961)
- I tre implacabili, regia di Joaquín Luis Romero Marchent (1963)
- Duello nel Texas, regia di Ricardo Blasco (1963)
- I tre spietati, regia di Joaquín Luis Romero Marchent (1964)
- I due violenti, regia di Primo Zeglio (1964)
- Per un pugno di dollari, regia di Sergio Leone (1964)
- I tre sergenti del Bengala, regia di Umberto Lenzi (1964)
- I rinnegati di Fort Grant (Fuerte perdido), regia di José Maria Elorrieta (1964)
- All'ombra di una colt, regia di Giovanni Grimaldi (1965)
- Per qualche dollaro in più, regia di Sergio Leone (1965)
- La magnifica sfida, regia di Miguel Lluch (1965)
- Il dottor Živago (Doctor Zhivago), regia di David Lean (1965)
- Mezzo dollaro d'argento (Son of a Gunfighter), regia di Paul Landres (1965)
- Né onore né gloria (Lost Command), regia di Mark Robson (1966)
- Quién sabe?, regia di Damiano Damiani (1966)
- Navajo Joe, regia di Sergio Corbucci (1966)
- Il buono, il brutto, il cattivo, regia di Sergio Leone (1966)
- Dinamite Jim, regia di Alfonso Balcázar (1966)
- Ringo il texano (The Texican), regia di Lesley Selander (1966)
- 100.000 dollari per Lassiter, regia di Joaquín Luis Romero Marchent (1966)
- Surcouf, l'eroe dei sette mari, regia di Sergio Bergonzelli e Roy Rowland (1966)
- I crudeli, regia di Sergio Corbucci (1967)
- Faccia a faccia, regia di Sergio Sollima (1967)
- 15 forche per un assassino, regia di Nunzio Malasomma (1967)
- Giugno '44 - Sbarcheremo in Normandia, regia di León Klimovsky (1968)
- C'era una volta il West, regia di Sergio Leone (1968)
- Vivo per la tua morte, regia di Camillo Bazzoni (1968)
- Un minuto per pregare, un istante per morire, regia di Franco Giraldi (1968) - non accreditato
- Requiem per un gringo (Réquiem para el gringo), regia di Eugenio Martín e José Luis Merino (1968)
- Un treno per Durango, regia di Mario Caiano (1968)
- Colpo sensazionale al servizio del Sifar, regia di José Luis Merino (1968)
- La legione dei dannati, regia di Umberto Lenzi (1969)
- El Verdugo (100 Rifles), regia di Tom Gries (1969)
- Quando Satana impugnò la Colt (Manos torpes), regia di Rafael Romero Marchent (1970)
- Arizona si scatenò... e li fece fuori tutti, regia di Sergio Martino (1970)
- E continuavano a fregarsi il milione di dollari (Bad Man's River), regia di Eugenio Martín (1971)
- Uccidi Django... uccidi per primo!!!, regia di Sergio Garrone (1971)
- Giù la testa, regia di Sergio Leone (1971)
- Su le mani, cadavere! Sei in arresto, regia di León Klimovsky (1971)
- Amico, stammi lontano almeno un palmo..., regia di Michele Lupo (1972)
- L'isola del tesoro (Treasure Island), regia di John Hough (1972)
- Charley (Charley One-Eye), regia di Don Chaffey (1973)
- Lo chiamavano Mezzogiorno (Un hombre llamado Noon), regia di Peter Collinson (1973)
- Il viaggio fantastico di Sinbad, regia di Gordon Hessler (1974)
- Il vento e il leone (The Wind and the Lion), regia di John Milius (1975)
- Sella d'argento, regia di Lucio Fulci (1978)
- 3 Supermen contro il Padrino (Süpermenler), regia di Italo Martinenghi (1979)
- Savana violenza carnale, regia di Roberto Bianchi Montero (1979)
- Caboblanco, regia di J. Lee Thompson (1980)
- Biancaneve & Co., regia di Mario Bianchi (1982)
- Funny Frankestein, regia di Mario Bianchi (1982)
- La bimba di Satana, regia di Mario Bianchi (1982)
- Il padrone del mondo, regia di Alberto Cavallone (1983)
- Yellow Hair and the Fortress of Gold (1984)
- Tuareg - Il guerriero del deserto, regia di Enzo G. Castellari (1984)
- Macchina per uccidere 2 (Goma-2), regia di José Antonio de la Loma (1984)
- Tex e il signore degli abissi, regia di Duccio Tessari (1985)
- I picari, regia di Mario Monicelli (1987)
- Abat-jour - L'ultima calda luce prima del piacere, regia di Lawrence Webber (1988)
- Il ritorno dei tre moschettieri, regia di Richard Lester (1989)
- Bambola di carne, regia di Andrew White (1991)
- Armour of God II - Operation Condor, regia di Jackie Chan (1991)
- Caged - Le prede umane, regia di Leandro Lucchetti (1991)
- Legami sporchi, regia di Giorgio Molteni (2004)

## Doppiatori italiani
- Bruno Persa in Quièn sabe?, Ringo il texano, Amico, stammi lontano almeno un palmo
- Renato Turi in All'ombra di una colt, Faccia a faccia, Su le mani, cadavere! Sei in arresto
- Pino Locchi in I tre sergenti del Bengala, Per qualche dollaro in più
- Sergio Tedesco in I due violenti, Requiem per un gringo
- Luciano De Ambrosis in C'era una volta il West, La legione dei dannati
- Sergio Graziani in Navajo Joe
- Michele Malaspina un I crudeli
- Glauco Onorato in Tex e il signore degli abissi
- Antonio Guidi in Uccidi Django....Uccidi per primo!!!
- Michele Gammino in E continuavano a fregarsi il milione di dollari
- Roberto Bertea in Vivo per la tua morte
- Virginio Gazzolo in 15 forche per un assassino
- Gino Donato in I picari
- Ferruccio Amendola in Un treno per Durango, I tre implacabili